# Lepanthes pelvis
Lepanthes pelvis är en orkidéart som beskrevs av Franco Pupulin och D.Jiménez. Lepanthes pelvis ingår i släktet Lepanthes och familjen orkidéer.
Artens utbredningsområde är Costa Rica. Inga underarter finns listade i Catalogue of Life.